# Les Voyages du bonnet rouge

Les Voyages du bonnet rouge est une chanson de Sallé écrite en 1792 au cours de la Révolution française.
Elle est chantée sur l'air de On doit soixante mille francs, une musique de Champein, de l'opéra-comique Les Dettes (Clef du caveau n°428),.
En faisant faire le tour du monde au bonnet rouge, elle sous-entend l'universalité des valeurs nouvelles apportées par la Révolution.

## Interprète
Francesca Solleville dans l'album Musique, citoyennes !, disque 33 tours de Francesca Solleville, sorti pour le bicentenaire de la Révolution en 1989. Distribution Carrere, production Chantons 89 WH. n°66586 CA 272.